# The Girl in the Other Room
The Girl in the Other Room é o sétimo álbum de estúdio da cantora e pianista Diana Krall. O álbum foi lançado em abril de 2004 pela Verve Records. O álbum contém composições de Krall em parceria com seu marido, Elvis Costello.

## Faixas
| N.º | Título                       | Compositor(es)                  | Duração |  |
| 1.  | "Stop This World"            | Mose Allison                    | 3:59    |  |
| 2.  | "The Girl in the Other Room" | Diana Krall / Elvis Costello    | 4:05    |  |
| 3.  | "Temptation"                 | Tom Waits                       | 4:27    |  |
| 4.  | "Almost Blue"                | Elvis Costello                  | 4:04    |  |
| 5.  | "I've Changed My Address"    | Diana Krall / Elvis Costello    | 4:47    |  |
| 6.  | "Love Me Like a Man"         | Chris Smither                   | 5:49    |  |
| 7.  | "I'm Pulling Through"        | Arthur Herzog / Irene Kitchings | 4:02    |  |
| 8.  | "Black Crow"                 | Joni Mitchell                   | 4:49    |  |
| 9.  | "Narrow Daylight"            | Diana Krall / Elvis Costello    | 3:32    |  |
| 10. | "Abandoned Masquerade"       | Diana Krall / Elvis Costello    | 5:11    |  |
| 11. | "I'm Coming Through"         | Diana Krall / Elvis Costello    | 5:07    |  |
| 12. | "Departure Bay"              | Diana Krall / Elvis Costello    | 5:39    |  |